# Список глав правительства Австрии

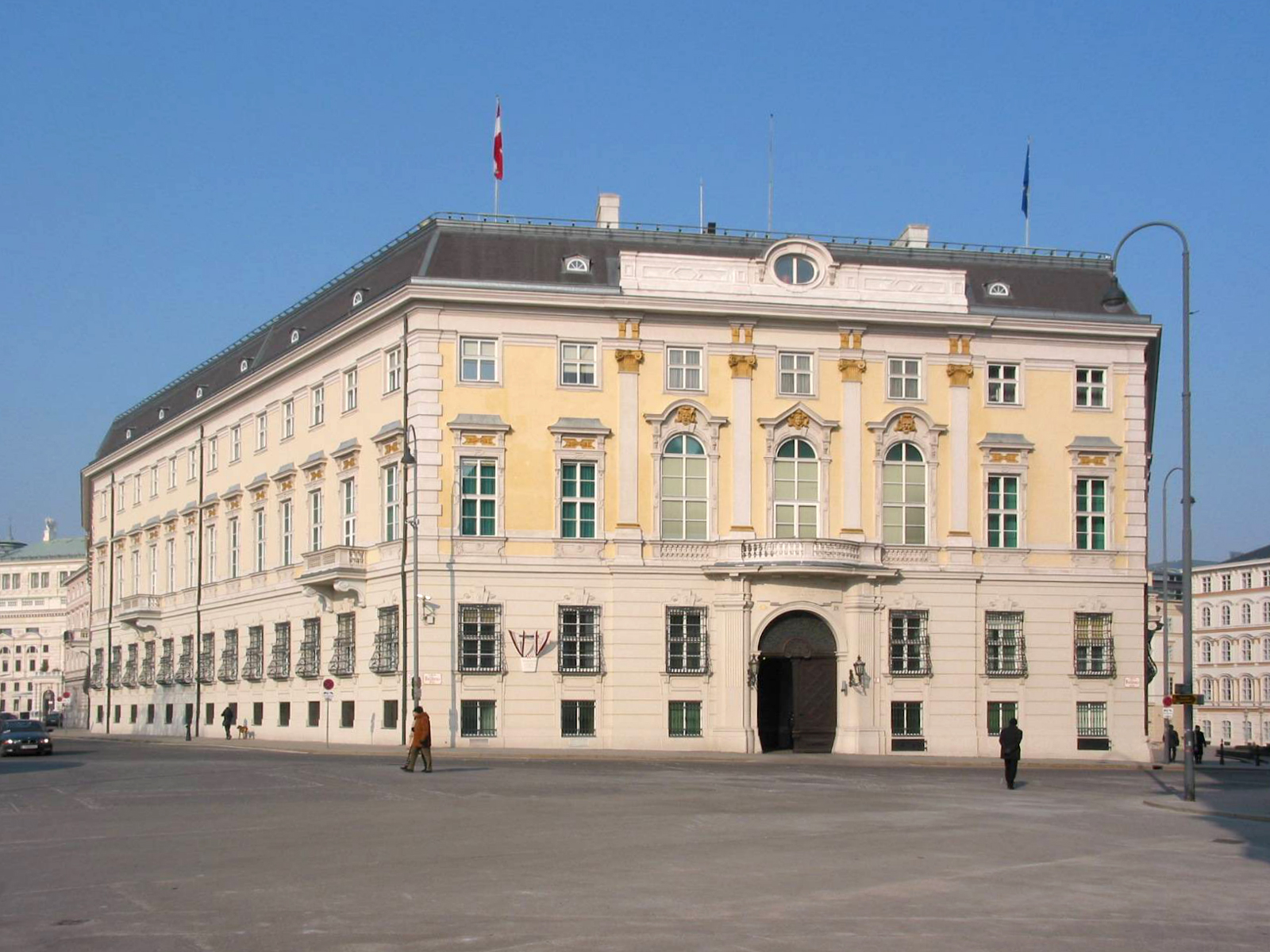
Федеральная канцелярия в Вене

Список глав правительства Австрии включает руководителей правительства страны с момента создания в 1848 году должности министра-президента Австрийской империи (с 1867 года — Австро-Венгрии). Со временем пост главы правительства претерпел изменения, в частности, с провозглашением Республики Германская Австрия в ноябре 1918 года он стал называться государственным канцлером, а с принятием конституции в 1920 году — федеральным.
В настоящее время правительство страны возглавляет Федеральный канцлер Австрийской Республики (нем. Bundeskanzler der Republik Österreich), чьё положение в системе государственной власти определяет конституция, принятая в 1920 году. Кандидатура главы правительства выдвигается президентом на рассмотрение Парламента. После рассмотрения, с согласия парламента, канцлер назначается президентом. Глава правительства председательствует на заседаниях кабинета министров, координирует и контролирует его деятельность, распределяет задачи между министрами. Федеральный канцлер также составляет программу деятельности правительства и представляет её на утверждение Национальному совету.
Использованная в первом столбце таблиц нумерация является условной; также условным является использование в первом столбце цветовой заливки, служащей для упрощения восприятия принадлежности лиц к различным политическим силам без необходимости обращения к столбцу, отражающему партийную принадлежность. Наряду с партийной принадлежностью, в столбце «Партия» также отражены политические идеологии (в период до создания первых партий) и беспартийный статус персоналий. Для удобства список разделён на принятые в историографии периоды истории страны. Приведённые в преамбулах к каждому из разделов описания этих периодов призваны пояснить особенности её политической жизни.

## Австрийская империя и Австро-Венгрия (1848—1918)
С 1749 по 1848 год в стране существовало два поста главы правительства — руководящий государственный министр внутренних дел и канцлер иностранных дел. Они были равны по статусу, но со временем канцлеры превратились в ведущую силу правительства. В условиях Мартовской революции 20 марта 1848 года была официально учреждена должность временного министра-президента, возглавлявшего первое правительство — Совет министров.
После ряда подавленных революций в Европе («Весны народов»), в том числе Австрии и Венгрии, императором стал Франц Иосиф I, проводивший политику абсолютизма. Поражение Австрии в войнах с Сардинией и Францией в 1859 году и с Пруссией и Италией в 1866 году, приведших к потере Ломбардии и Венеции, а также принятие централистской конституции, встреченной в Венгрии критикой, способствовали изменению государственного устройства. 8 февраля 1867 года между Францем Иосифом I и венгерским Государственным собранием было заключено соглашение, по которому Австрийская империя преобразовывалась в дуалистическую Австро-Венгерскую монархию, состоявшую из двух самостоятельных во внутренних делах государств во главе с императором Австрии, который также короновался королём Венгрии. Власть монарха ограничивалась австрийской и венгерской конституциями. Законодательная власть осуществлялась через ежегодно созываемые «делегации» (по 60 депутатов от австрийского и венгерского парламентов). 21 декабря в Вене была принята конституция, по которой «австрийская» часть империи стала именоваться Королевствами и землями, представленными в Рейхсрате (неофициально — Цислейтанией).
В октябре 1918 года император Карл I подписал Манифест о предоставлении каждому народу Австро-Венгрии права на самоопределение, что стало поводом для провозглашения независимости новых государств. О создании национальных государств и, соответственно, о выходе из состава империи объявили Венгрия, Чехословакия, будущая Югославия и ряд других стран, не получивших международное признание. Австро-Венгрия прекратила своё существование.
Курсивом и серым цветом выделены даты начала и окончания полномочий лиц, временно замещавших министров-президентов, фактически ушедших в отставку, но формально продолжавших возглавлять правительство.
| | Портрет                                                                                                  | Имя (годы жизни) | Полномочия                                                                                               | Полномочия                                                                                               | Идеология                                                                                                | Выборы                                                                                                   | Кабинет                                                                                                  | Пр. |
| Начало | Портрет                                                                                                  | Имя (годы жизни) | Окончание                                                                                                | | Идеология                                                                                                | Выборы                                                                                                   | Кабинет                                                                                                  | Пр. |
| Временный министр-президент Совета министров (нем. Provisorischer Minister-Präsident des Ministerrathes)                                                                 | Временный министр-президент Совета министров (нем. Provisorischer Minister-Präsident des Ministerrathes) | Временный министр-президент Совета министров (нем. Provisorischer Minister-Präsident des Ministerrathes)                                                          | Временный министр-президент Совета министров (нем. Provisorischer Minister-Präsident des Ministerrathes) | Временный министр-президент Совета министров (нем. Provisorischer Minister-Präsident des Ministerrathes) | Временный министр-президент Совета министров (нем. Provisorischer Minister-Präsident des Ministerrathes) | Временный министр-президент Совета министров (нем. Provisorischer Minister-Präsident des Ministerrathes) | Временный министр-президент Совета министров (нем. Provisorischer Minister-Präsident des Ministerrathes) | Временный министр-президент Совета министров (нем. Provisorischer Minister-Präsident des Ministerrathes) |
| --- | --- | --- | --- | --- | --- | --- | --- | --- |
| 1 | | граф Франц Антон фон Коловрат-Либштейнский (1778—1861) нем. Franz Anton von Kolowrat-Liebsteinsky                                                                 | 20 марта 1848                                                                                            | 18 апреля 1848                                                                                           | либерал                                                                                                  | — | Коловрат                                                                                                 | [ 5 ] |
| и. о. | | граф Карл Людвиг фон Фикельмон (1777—1857) нем. Karl Ludwig von Ficquelmont                                                                                       | 31 марта 1848                                                                                            | 18 апреля 1848                                                                                           | военный                                                                                                  | — | Коловрат                                                                                                 | [ 6 ] |
| 2 | 18 апреля 1848                                                                                           | граф Карл Людвиг фон Фикельмон (1777—1857) нем. Karl Ludwig von Ficquelmont                                                                                       | 4 мая 1848                                                                                               | Фикельмон                                                                                                | военный                                                                                                  | — | | [ 6 ] |
| и. о. | | барон Франц Ксавер фон Пиллерсдорф (1786—1862) нем. Franz Xaver von Pillersdorf                                                                                   | 4 мая 1848                                                                                               | 9 июля 1848                                                                                              | либерал                                                                                                  | — | Пиллерсдорф                                                                                              | [ 7 ] |
| и. о. | | барон Антон фон Добльхофф-Дир (1800—1872) нем. Anton von Doblhoff-Dier                                                                                            | 9 июля 1848                                                                                              | 18 июля 1848                                                                                             | либерал                                                                                                  | — | Добльхофф                                                                                                | [ 8 ] |
| 3 | | барон Иоганн Филипп фон Вессенберг-Ампринген (1773—1858) нем. Johann Philipp von Wessenberg-Ampringen                                                             | 18 июля 1848                                                                                             | 21 ноября 1848                                                                                           | беспартийный                                                                                             | 1848 | Вессенберг                                                                                               | [ 9 ] |
| Министр-президент Совета министров (нем. Minister-Präsident des Ministerrathes)                                                                                          | | | | | | | | |
| 4 | | князь Феликс Людвиг Йоханн Фридрих цу Шварценберг (1800—1852) нем. Felix Ludwig Johann Friedrich zu Schwarzenberg                                                 | 21 ноября 1848                                                                                           | 5 апреля 1852                                                                                            | военный                                                                                                  | 1848 | Шварценберг                                                                                              | [ 10 ]                                                                                                   |
| и. о. | | барон Александр фон Бах (1813—1893) нем. Alexander von Bach | 5 апреля 1852                                                                                            | 11 апреля 1852                                                                                           | консерватор                                                                                              | 1848 | — (не сформирован)                                                                                       | [ 11 ]                                                                                                   |
| 5 | | граф Карл Фердинанд фон Буоль-Шауэнштейн (1797—1865) нем. Karl Ferdinand von Buol-Schauenstein                                                                    | 11 апреля 1852                                                                                           | 17 мая 1859                                                                                              | беспартийный                                                                                             | 1848 | Буоль-Шауэнштейн                                                                                         | [ 12 ]                                                                                                   |
| 6 | | граф Йоханн Бернгард фон Рехберг унд Ротенлёвен (1806—1899) нем. Johann Bernhard von Rechberg und Rothenlöwen                                                     | 17 мая 1859                                                                                              | 4 февраля 1861                                                                                           | беспартийный                                                                                             | 1848 | Рехберг                                                                                                  | [ 13 ]                                                                                                   |
| 7 | | эрцгерцог Райнер Фердинанд Мария Йоханн Эвангелист Франц Игнац фон Эстеррайх (1827—1913) нем. Rainer Ferdinand Maria Johann Evangelist Franz Ignaz von Österreich | 4 февраля 1861                                                                                           | 27 июля 1865                                                                                             | беспартийный                                                                                             | 1848 | Райнер                                                                                                   | [ 14 ]                                                                                                   |
| и. о. | | граф Александр Константин Альбрехт фон Менсдорф-Пули (1813—1871) нем. Alexander Konstantin Albrecht von Mensdorff-Pouilly                                         | 26 июня 1865                                                                                             | 27 июля 1865                                                                                             | либерал                                                                                                  | 1848 | Менсдорф-Пули                                                                                            | [ 15 ]                                                                                                   |
| 8 | | граф Рихард фон Белькреди (1823—1902) нем. Richard von Belcredi                                                                                                   | 27 июля 1865                                                                                             | 7 февраля 1867                                                                                           | беспартийный                                                                                             | 1848 | Белькреди                                                                                                | [ 16 ]                                                                                                   |
| Президент Совета министров (нем. Präsident des Ministerrathes) | | | | | | | | |
| 9 | | барон Фридрих Фердинанд фон Бейст (1809—1886) нем. Friedrich Ferdinand von Beust                                                                                  | 7 февраля 1867                                                                                           | 30 декабря 1867                                                                                          | беспартийный                                                                                             | 1848 | Бейст | [ 17 ]                                                                                                   |
| Президент Совета министров Королевств и земель, представленных в Рейхсрате (нем. Präsident des Ministerrathes für die im Reichsrathe vertretenen Königreiche und Länder) | | | | | | | | |
| 10 | | князь Карл Вильгельм Филипп фон Ауэршперг (1814—1890) нем. Karl Wilhelm Philipp von Auersperg                                                                     | 30 декабря 1867                                                                                          | 24 сентября 1868                                                                                         | Немецкая либеральная партия                                                                              | 1867 | Карл фон Ауэршперг                                                                                       | [ 18 ]                                                                                                   |
| и. о. | | граф Эдуард Франц Йозеф Тааффе (1833—1895) нем. Eduard Franz Joseph Taaffe                                                                                        | 24 сентября 1868                                                                                         | 17 апреля 1869                                                                                           | Немецкая либеральная партия                                                                              | 1867 | Тааффе (I)                                                                                               | [ 19 ]                                                                                                   |
| 11 (I) | 17 апреля 1869                                                                                           | граф Эдуард Франц Йозеф Тааффе (1833—1895) нем. Eduard Franz Joseph Taaffe                                                                                        | 15 января 1870                                                                                           | | Немецкая либеральная партия                                                                              | 1867 | Тааффе (I)                                                                                               | [ 19 ]                                                                                                   |
| 12 | | барон Игнац фон Пленер (1810—1908) нем. Ignaz von Plener | 15 января 1870                                                                                           | 1 февраля 1870                                                                                           | Немецкая либеральная партия                                                                              | 1867 | Пленер                                                                                                   | [ 20 ]                                                                                                   |
| 13 | | рыцарь Леопольд Гаснер фон Арта (1818—1891) нем. Leopold Hasner von Artha                                                                                         | 1 февраля 1870                                                                                           | 12 апреля 1870                                                                                           | Немецкая либеральная партия                                                                              | 1867 | Гаснер                                                                                                   | [ 21 ]                                                                                                   |
| 14 | | граф Альфред Йозеф Мариан Потоцки фон Пилава (1822—1889) нем. Alfred Jozef Marian Potocki von Pilawa                                                              | 12 апреля 1870                                                                                           | 6 февраля 1871                                                                                           | беспартийный                                                                                             | 1867 | Потоцкий                                                                                                 | [ 22 ]                                                                                                   |
| и. о. | | граф Карл Зигмунд фон Гогенварт (1824—1899) нем. Karl Sigmund von Hohenwart                                                                                       | 6 февраля 1871                                                                                           | 30 октября 1871                                                                                          | консерватор                                                                                              | 1870—1871                                                                                                | Гогенварт                                                                                                | [ 23 ]                                                                                                   |
| и. о. | | барон Людвиг фон Гольцгетан (1810—1876) нем. Ludwig von Holzgethan                                                                                                | 30 октября 1871                                                                                          | 25 ноября 1871                                                                                           | беспартийный                                                                                             | 1870—1871                                                                                                | Гольцгетан                                                                                               | [ 24 ]                                                                                                   |
| Министр-президент Королевств и земель, представленных в Рейхсрате (нем. Ministerpräsident für die im Reichsrate vertretenen Königreiche und Länder)                      | | | | | | | | |
| 15 | | князь Адольф Вильгельм Карл Даниэль фон Ауэршперг (1821—1885) нем. Adolf Wilhelm Carl Daniel von Auersperg                                                        | 25 ноября 1871                                                                                           | 15 февраля 1879                                                                                          | Немецкая либеральная партия                                                                              | 1870—1871                                                                                                | Адоль фон Ауэршперг                                                                                      | [ 25 ]                                                                                                   |
| 15 | 1873 | князь Адольф Вильгельм Карл Даниэль фон Ауэршперг (1821—1885) нем. Adolf Wilhelm Carl Daniel von Auersperg                                                        | 25 ноября 1871                                                                                           | 15 февраля 1879                                                                                          | Немецкая либеральная партия                                                                              | | Адоль фон Ауэршперг                                                                                      | [ 25 ]                                                                                                   |
| и. о. | | рыцарь Карл Антон Франц фон Штремайр (1823—1904) нем. Karl Anton Franz von Stremayr                                                                               | 15 февраля 1879                                                                                          | 12 августа 1879                                                                                          | Немецкая либеральная партия                                                                              | Штремайр                                                                                                 | [ 26 ]                                                                                                   | |
| 11 (II) | | граф Эдуард Франц Йозеф Тааффе (1833—1895) нем. Eduard Franz Joseph Taaffe                                                                                        | 12 августа 1879                                                                                          | 11 ноября 1893                                                                                           | либерал                                                                                                  | 1879 | Тааффе (II)                                                                                              | [ 19 ]                                                                                                   |
| 11 (II) | 1885 | граф Эдуард Франц Йозеф Тааффе (1833—1895) нем. Eduard Franz Joseph Taaffe                                                                                        | 12 августа 1879                                                                                          | 11 ноября 1893                                                                                           | либерал                                                                                                  | | Тааффе (II)                                                                                              | [ 19 ]                                                                                                   |
| 11 (II) | 1891 | граф Эдуард Франц Йозеф Тааффе (1833—1895) нем. Eduard Franz Joseph Taaffe                                                                                        | 12 августа 1879                                                                                          | 11 ноября 1893                                                                                           | либерал                                                                                                  | | Тааффе (II)                                                                                              | [ 19 ]                                                                                                   |
| 16 | | князь Альфред Август Карл Мария Вольфганг Эрвин цу Виндишгрец (1851—1927) нем. Alfred August Karl Maria Wolfgang Erwin zu Windisch-Graetz                         | 11 ноября 1893                                                                                           | 19 июня 1895                                                                                             | консерватор                                                                                              | Виндишгрец                                                                                               | [ 27 ]                                                                                                   | |
| и. о. | | граф Эрих фон Кильмансегг (1847—1923) нем. Erich von Kielmansegg                                                                                                  | 19 июня 1895                                                                                             | 29 сентября 1895                                                                                         | беспартийный                                                                                             | Кильмансегг                                                                                              | [ 28 ]                                                                                                   | |
| 17 | | граф Казимир Феликс фон Бадени (1846—1909) нем. Kasimir Felix von Badeni                                                                                          | 29 сентября 1895                                                                                         | 30 ноября 1897                                                                                           | беспартийный                                                                                             | Бадени                                                                                                   | [ 29 ]                                                                                                   | |
| 18 (I) | | барон Пауль Гауч фон Франкентурн (1851—1918) нем. Paul Gautsch von Frankenthurn                                                                                   | 30 ноября 1897                                                                                           | 7 марта 1898                                                                                             | беспартийный                                                                                             | 1897 | Гауч (I)                                                                                                 | [ 30 ]                                                                                                   |
| 19 | | граф Франц Антон фон Тун унд Гогенштейн (1847—1916) нем. Franz Anton von Thun und Hohenstein                                                                      | 7 марта 1898                                                                                             | 2 октября 1899                                                                                           | беспартийный                                                                                             | 1897 | Тун | [ 31 ]                                                                                                   |
| 20 | | граф Манфред Александр фон Клари унд Альдринген (1852—1928) нем. Manfred Alexander von Clary und Aldringen                                                        | 2 октября 1899                                                                                           | 21 декабря 1899                                                                                          | беспартийный                                                                                             | 1897 | Клари | [ 32 ]                                                                                                   |
| и. о. | | рыцарь Генрих Франц Фердинанд фон Виттек (1844—1930) нем. Heinrich Franz Ferdinand von Wittek                                                                     | 21 декабря 1899                                                                                          | 18 января 1900                                                                                           | беспартийный                                                                                             | 1897 | Виттек                                                                                                   | [ 33 ]                                                                                                   |
| 21 (I) | | Эрнест Карл Франц Йозеф Томас Фридрих фон Кёрбер (1850—1919) нем. Ernest Karl Franz Joseph Thomas Friedrich von Koerber                                           | 18 января 1900                                                                                           | 31 декабря 1904                                                                                          | либерал                                                                                                  | 1897 | Кёрбер (I)                                                                                               | [ 34 ]                                                                                                   |
| 18 (II) | | барон Пауль Гауч фон Франкентурн (1851—1918) нем. Paul Gautsch von Frankenthurn                                                                                   | 31 декабря 1904                                                                                          | 2 мая 1906                                                                                               | беспартийный                                                                                             | 1901 | Гауч (II)                                                                                                | [ 30 ]                                                                                                   |
| 22 | | принц Конрад Мария Ойсебиус цу Гогенлоэ-Вальденбург-Шиллингсфюрст (1863—1918) нем. Konrad Maria Eusebius zu Hohenlohe-Waldenburg-Schillingsfürst                  | 2 мая 1906                                                                                               | 2 июня 1906                                                                                              | беспартийный                                                                                             | 1901 | Гогенлоэ                                                                                                 | [ 35 ]                                                                                                   |
| 23 | | барон Макс Владимир фон Бек (1854—1943) нем. Max Wladimir von Beck                                                                                                | 2 июня 1906                                                                                              | 15 ноября 1908                                                                                           | беспартийный                                                                                             | 1901 | Бек | [ 36 ]                                                                                                   |
| 24 | | барон Рихард фон Бинерт (1863—1918) нем. Richard von Bienerth | 15 ноября 1908                                                                                           | 28 июня 1911                                                                                             | беспартийный                                                                                             | 1907 | Бинерт                                                                                                   | [ 37 ]                                                                                                   |
| 18 (III) | | барон Пауль Гауч фон Франкентурн (1851—1918) нем. Paul Gautsch von Frankenthurn                                                                                   | 28 июня 1911                                                                                             | 3 ноября 1911                                                                                            | беспартийный                                                                                             | 1911 | Гауч (III)                                                                                               | [ 30 ]                                                                                                   |
| 25 | | граф Карл фон Штюргк (1859—1916) нем. Karl von Stürgkh | 3 ноября 1911                                                                                            | 21 октября 1916                                                                                          | беспартийный                                                                                             | 1911 | Штюргк                                                                                                   | [ 38 ]                                                                                                   |
| и. о. | | барон Фридрих Роберт фон Георги (1852—1926) нем. Friedrich Robert von Georgi                                                                                      | 21 октября 1916                                                                                          | 28 октября 1916                                                                                          | военный                                                                                                  | 1911 | — (не сформирован)                                                                                       | [ 39 ]                                                                                                   |
| Австрийский министр-президент (нем. Österreichischer Ministerpräsident)                                                                                                  | | | | | | | | |
| 21 (II) | | Эрнест Карл Франц Йозеф Томас Фридрих фон Кёрбер (1850—1919) нем. Ernest Karl Franz Joseph Thomas Friedrich von Koerber                                           | 28 октября 1916                                                                                          | 20 декабря 1916                                                                                          | либерал                                                                                                  | 1911 | Кёрбер (II)                                                                                              | [ 34 ]                                                                                                   |
| 26 | | граф Генрих Карл Мария Клам-Мартиниц (1863—1932) нем. Heinrich Karl Maria Clam-Martinic                                                                           | 20 декабря 1916                                                                                          | 23 июня 1917                                                                                             | беспартийный                                                                                             | 1911 | Клам-Мартиниц                                                                                            | [ 40 ]                                                                                                   |
| 27 | | рыцарь Эрнст Вильгельм Энгельгардт Зайдлер фон Фойхтенегг (1862—1931) нем. Ernst Wilhelm Engelhardt Seidler von Feuchtenegg                                       | 23 июня 1917                                                                                             | 25 июля 1918                                                                                             | беспартийный                                                                                             | 1911 | Зайдлер                                                                                                  | [ 41 ]                                                                                                   |
| 28 | | барон Макс Гусарек фон Гейнлейн (1865—1935) нем. Max Hussarek von Heinlein                                                                                        | 25 июля 1918                                                                                             | 27 октября 1918                                                                                          | Христианско-социальная партия                                                                            | 1911 | Гусарек                                                                                                  | [ 42 ]                                                                                                   |
| 29 | | Генрих Ламмаш (1853—1920) нем. Heinrich Lammasch | 27 октября 1918                                                                                          | 11 ноября 1918                                                                                           | либерал                                                                                                  | 1911 | Ламмаш                                                                                                   | [ 43 ]                                                                                                   |

## Республика Германская Австрия (1918—1919)
16 октября 1918 года на фоне завершающейся Первой мировой войны и распада Австро-Венгерской монархии император Карл I издал «Манифест к народу», в котором объявил о преобразовании империи в федеративное государство и предоставлении каждому его народу широкой автономии. 21 октября депутаты рейхсрата собрались в Вене для формирования нового законодательного органа — Временного национального собрания. 30 октября для осуществления исполнительной власти парламент создал на основе Исполнительного комитета Государственный совет, который в свою очередь сформировал кабинет министров — Государственное правительство под руководством канцлера Карла Реннера. 11 ноября Карл I отказался от управления государственными делами и распустил кабинет Генриха Ламмаша. 12 ноября верховная власть перешла к Директории Государственного совета, координировавшей деятельность Совета и фактически ставшей коллективным главой государства. В тот же день Временное национальное собрание провозгласило страну Республикой Германская Австрия (нем. Republik Deutschösterreich).
Закон, опубликованный парламентом 24 декабря 1918 года, ограничил членство Директории тремя президентами Временного национального собрания и Государственного совета (до принятия этого закона в орган также входили государственный канцлер и нотариус) и возложил на них задачу еженедельно в порядке ротации председательствовать в Национальном собрании («Президент в палате»), Государственном совете («Президент в совете») и Кабинете («Президент в кабинете»). Срок полномочий Государственного совета, а следовательно и Директории, истекал в день открытия первого заседания Учредительного национального собрания 4 марта 1919 года, выборы в которое состоялись 6 февраля. Закон, принятый новым законодательным органом 21 октября и вступивший в силу 23 октября, изменил название страны на «Австрийскую Республику».
|                                              | Портрет                                      | Имя (годы жизни)                             | Полномочия                                   | Полномочия                                                                                | Партия | Выборы                                       | Кабинет                                      | Пр.                                          |
| Начало                                       | Портрет                                      | Имя (годы жизни)                             | Окончание                                    |                                                                                           | Партия | Выборы                                       | Кабинет                                      | Пр.                                          |
| Государственный канцлер (нем. Staatskanzler) | Государственный канцлер (нем. Staatskanzler) | Государственный канцлер (нем. Staatskanzler) | Государственный канцлер (нем. Staatskanzler) | Государственный канцлер (нем. Staatskanzler)                                              | Государственный канцлер (нем. Staatskanzler) | Государственный канцлер (нем. Staatskanzler) | Государственный канцлер (нем. Staatskanzler) | Государственный канцлер (нем. Staatskanzler) |
| -------------------------------------------- | -------------------------------------------- | -------------------------------------------- | -------------------------------------------- | ----------------------------------------------------------------------------------------- | --- | -------------------------------------------- | -------------------------------------------- | -------------------------------------------- |
| 30 (I—II)                                    |                                              | Карл Реннер (1870—1950) нем. Karl Renner     | 11 ноября 1918                               | 15 марта 1919                                                                             | Социал-демократическая рабочая партия Австрии в коалиции с Христианско-социальной партией, Великогерманской народной партией и Ассоциацией немецких национальных партий | —                                            | Реннер (I)                                   | [ 47 ]                                       |
| 30 (I—II)                                    | 15 марта 1919                                | Карл Реннер (1870—1950) нем. Karl Renner     | 23 октября 1919                              | Социал-демократическая рабочая партия Австрии в коалиции с Христианско-социальной партией | 1919 | Реннер (II)                                  |                                              | [ 47 ]                                       |

## Первая Австрийская Республика (1919—1934)
23 октября 1919 года вступил в силу закон, принятый Учредительным национальным собранием 21 октября и изменивший название страны на «Австрийскую Республику» (нем. Republik Österreich). 1 октября 1920 года была принята первая демократическая конституция, по которой главой правительства стал федеральный канцлер (нем. Bundeskanzler), а главой государства — федеральный президент (нем. Bundespräsident), избираемый на 4 года Федеральным собранием — особым органом, созываемым Национальным советом (парламентом) и Федеральным советом (представительным органом) для совместного голосования по кандидатурам президента. 10 ноября со вступлением в силу конституции Учредительное национальное собрание сложило полномочия в пользу избранного Национального совета.
10 сентября 1919 года между Австрией и державами — победителями Первой мировой войны в Сен-Жермен-ан-Ле был подписан мирный договор, по которому Австрия обязывалась выплачивать репарации и который запрещал присоединение страны к какому-либо сопредельному государству.
В марте 1933 года пришедший к власти федеральный канцлер Энгельберт Дольфус распустил Национальный совет, совершив тем самым «бескровный» государственный переворот. Ориентированный на дружественные отношения с фашистской Италией Дольфус провозгласил государственной идеологией австрофашизм. Началось свёртывание политических свобод и социальных завоеваний. Помешать политике канцлера попытался шуцбунд (военизированная организация, созданная социал-демократами в 1923 году), спровоцировавший в феврале 1934 года военные столкновения с правительственным хеймвером. После подавления восстания Дольфус запретил деятельность Социал-демократической рабочей партии, арестовал её руководителей, приостановил действие Федерального конституционного закона 1920 года. 1 мая правительство приняло новую конституцию, построенную на сословно-корпоративных принципах и закрепившую однопартийную систему. Закон также изменил название страны на «Федеративное государство Австрия».
|                                                                  | Портрет                                      | Имя (годы жизни) | Полномочия                                   | Полномочия                                                                                        | Партия                                                                                            | Выборы | Кабинет                                      | Пр.                                          |
| Начало                                                           | Портрет                                      | Имя (годы жизни) | Окончание                                    |                                                                                                   | Партия                                                                                            | Выборы | Кабинет                                      | Пр.                                          |
| Государственный канцлер (нем. Staatskanzler)                     | Государственный канцлер (нем. Staatskanzler) | Государственный канцлер (нем. Staatskanzler)                                                                          | Государственный канцлер (нем. Staatskanzler) | Государственный канцлер (нем. Staatskanzler)                                                      | Государственный канцлер (нем. Staatskanzler)                                                      | Государственный канцлер (нем. Staatskanzler)                                                                   | Государственный канцлер (нем. Staatskanzler) | Государственный канцлер (нем. Staatskanzler) |
| ---------------------------------------------------------------- | -------------------------------------------- | --- | -------------------------------------------- | ------------------------------------------------------------------------------------------------- | ------------------------------------------------------------------------------------------------- | --- | -------------------------------------------- | -------------------------------------------- |
| 30 (III)                                                         |                                              | Карл Реннер (1870—1950) нем. Karl Renner                                                                              | 23 октября 1919                              | 7 июля 1920                                                                                       | Социал-демократическая рабочая партия Австрии в коалиции с Христианско-социальной партией         | 1919 | Реннер (III)                                 | [ 47 ]                                       |
| С 10 ноября 1920 года — Федеральный канцлер (нем. Bundeskanzler) |                                              | |                                              |                                                                                                   |                                                                                                   | |                                              |                                              |
| 31 (I—II)                                                        |                                              | Михаэль Майр (1864—1922) нем. Michael Mayr                                                                            | 7 июля 1920                                  | 20 ноября 1920                                                                                    | Христианско-социальная партия в коалиции с Социал-демократической рабочей партией Австрии         | 1919 | Майр (I)                                     | [ 49 ]                                       |
| 31 (I—II)                                                        | 20 ноября 1920                               | Михаэль Майр (1864—1922) нем. Michael Mayr                                                                            | 21 июня 1921                                 | Христианско-социальная партия                                                                     | 1920                                                                                              | Майр (II) |                                              | [ 49 ]                                       |
| 32 (I)                                                           |                                              | Йоханнес Шобер (1874—1932) нем. Johannes Schober                                                                      | 21 июня 1921                                 | 26 января 1922                                                                                    | 1920                                                                                              | беспартийный при поддержке Христианско-социальной партии и Великогерманской народной партии                    | Шобер (I)                                    | [ 50 ]                                       |
| и. о.                                                            |                                              | Вальтер Брайски (1871—1944) нем. Walter Breisky                                                                       | 26 января 1922                               | 27 января 1922                                                                                    | 1920                                                                                              | Христианско-социальная партия                                                                                  | Брайски                                      | [ 51 ]                                       |
| 32 (II)                                                          |                                              | Йоханнес Шобер (1874—1932) нем. Johannes Schober                                                                      | 27 января 1922                               | 31 мая 1922                                                                                       | 1920                                                                                              | беспартийный при поддержке Христианско-социальной партии                                                       | Шобер (II)                                   | [ 50 ]                                       |
| 33 (I—III)                                                       |                                              | Игнац Зейпель (1876—1932) нем. Ignaz Seipel                                                                           | 31 мая 1922                                  | 16 апреля 1923                                                                                    | 1920                                                                                              | Христианско-социальная партия в коалиции с Великогерманской народной партией                                   | Зейпель (I)                                  | [ 52 ]                                       |
| 33 (I—III)                                                       | 16 апреля 1923                               | Игнац Зейпель (1876—1932) нем. Ignaz Seipel                                                                           | 20 ноября 1923                               | Зейпель (II)                                                                                      | 1920                                                                                              | Христианско-социальная партия в коалиции с Великогерманской народной партией                                   |                                              | [ 52 ]                                       |
| 33 (I—III)                                                       | 20 ноября 1923                               | Игнац Зейпель (1876—1932) нем. Ignaz Seipel                                                                           | 20 ноября 1924                               | 1923                                                                                              | Зейпель (III)                                                                                     | Христианско-социальная партия в коалиции с Великогерманской народной партией                                   |                                              | [ 52 ]                                       |
| 34 (I—II)                                                        |                                              | Рудольф Рамек (1881—1941) нем. Rudolf Ramek                                                                           | 20 ноября 1924                               | 1923                                                                                              | 15 января 1926                                                                                    | Христианско-социальная партия в коалиции с Великогерманской народной партией                                   | Рамек (I)                                    | [ 53 ]                                       |
| 34 (I—II)                                                        | 15 января 1926                               | Рудольф Рамек (1881—1941) нем. Rudolf Ramek                                                                           | 20 октября 1926                              | 1923                                                                                              | Рамек (II)                                                                                        | Христианско-социальная партия в коалиции с Великогерманской народной партией                                   |                                              | [ 53 ]                                       |
| 33 (IV—V)                                                        |                                              | Игнац Зейпель (1876—1932) нем. Ignaz Seipel                                                                           | 20 октября 1926                              | 1923                                                                                              | 19 мая 1927                                                                                       | Христианско-социальная партия в коалиции с Великогерманской народной партией                                   | Зейпель (IV)                                 | [ 52 ]                                       |
| 33 (IV—V)                                                        | 19 мая 1927                                  | Игнац Зейпель (1876—1932) нем. Ignaz Seipel                                                                           | 4 мая 1929                                   | Христианско-социальная партия в коалиции с Великогерманской народной партией и партией «Ландбунд» | 1927                                                                                              | Зейпель (V) |                                              | [ 52 ]                                       |
| 35                                                               |                                              | Эрнст Штрерувиц (1874—1952) нем. Ernst Streeruwitz урожд. Эрнст Штрер фон Штрерувиц нем. Ernst Streer von Streeruwitz | 4 мая 1929                                   | Христианско-социальная партия в коалиции с Великогерманской народной партией и партией «Ландбунд» | 1927                                                                                              | 26 сентября 1929                                                                                               | Штрерувиц                                    | [ 54 ]                                       |
| 32 (III)                                                         |                                              | Йоханнес Шобер (1874—1932) нем. Johannes Schober                                                                      | 26 сентября 1929                             | 30 сентября 1930                                                                                  | 1927                                                                                              | беспартийный при поддержке Христианско-социальной партии, Великогерманской народной партии и партии «Ландбунд» | Шобер (III)                                  | [ 50 ]                                       |
| 36                                                               |                                              | Карл Вогойн (1873—1949) нем. Carl Vaugoin                                                                             | 30 сентября 1930                             | 4 декабря 1930                                                                                    | 1927                                                                                              | Христианско-социальная партия                                                                                  | Вогойн                                       | [ 55 ]                                       |
| 37                                                               |                                              | Отто Эндер (1875—1960) нем. Otto Ender                                                                                | 4 декабря 1930                               | 20 июня 1931                                                                                      | Христианско-социальная партия в коалиции с Великогерманской народной партией и партией «Ландбунд» | 1930 | Эндер                                        | [ 56 ]                                       |
| 38 (I—II)                                                        |                                              | Карл Буреш (1878—1936) нем. Karl Buresch                                                                              | 20 июня 1931                                 | 29 января 1932                                                                                    | Христианско-социальная партия в коалиции с Великогерманской народной партией и партией «Ландбунд» | 1930 | Буреш (I)                                    | [ 57 ]                                       |
| 38 (I—II)                                                        | 29 января 1932                               | Карл Буреш (1878—1936) нем. Karl Buresch                                                                              | 20 мая 1932                                  | Христианско-социальная партия в коалиции с партией «Ландбунд»                                     | Буреш (II)                                                                                        | 1930 |                                              | [ 57 ]                                       |
| 39 (I—II)                                                        |                                              | Энгельберт Дольфус (1892—1934) нем. Engelbert Dollfuß                                                                 | 20 мая 1932                                  | Христианско-социальная партия в коалиции с партией «Ландбунд»                                     | 21 сентября 1933                                                                                  | 1930 | Дольфус (I)                                  | [ 58 ]                                       |
|                                                                  | 21 сентября 1933                             | Энгельберт Дольфус (1892—1934) нем. Engelbert Dollfuß                                                                 | 1 мая 1934                                   | Отечественный фронт в коалиции с партией «Ландбунд»                                               | Дольфус (II)                                                                                      | 1930 |                                              | [ 58 ]                                       |

## Федеративное государство Австрия (1934—1938)
1 мая 1934 года федеральное правительство под председательством Энгельберта Дольфуса приняло новую конституцию, по которой страна стала именоваться «Федеративным государством Австрией» (нем. Bundesstaat Österreich). Сам Дольфус был убит нацистами, организовавшими в июле государственный переворот с целью свергнуть австрофашистский режим. После провала путча к власти пришло правительство Курта Шушнига. В июле 1936 года между Германией и Австрией было подписано соглашение, в соответствии с которым последняя обязывалась проводить прогерманскую политику. В марте 1938 года на фоне антифашистских настроений в стране Шушниг выдвинул предложение по вопросу объединения государства с Германией посредством референдума в обход условий Сен-Жерменского мирного договора 1919 года, запрещавшего присоединение страны к какому-либо государству. Несмотря на захват Австрии германскими войсками 12 марта, референдум по данному вопросу состоялся 10 апреля. 13 марта федеральное правительство сложило полномочия, одобрив включение Австрии в состав Германии как «земли» (нем. Land).
|                                          | Портрет                                  | Имя (годы жизни) | Полномочия                               | Полномочия                               | Партия                                            | Кабинет                                  | Пр.                                      |
| Начало                                   | Портрет                                  | Имя (годы жизни) | Окончание                                |                                          | Партия                                            | Кабинет                                  | Пр.                                      |
| Федеральный канцлер (нем. Bundeskanzler) | Федеральный канцлер (нем. Bundeskanzler) | Федеральный канцлер (нем. Bundeskanzler) | Федеральный канцлер (нем. Bundeskanzler) | Федеральный канцлер (нем. Bundeskanzler) | Федеральный канцлер (нем. Bundeskanzler)          | Федеральный канцлер (нем. Bundeskanzler) | Федеральный канцлер (нем. Bundeskanzler) |
| ---------------------------------------- | ---------------------------------------- | --- | ---------------------------------------- | ---------------------------------------- | ------------------------------------------------- | ---------------------------------------- | ---------------------------------------- |
| 39 (II)                                  |                                          | Энгельберт Дольфус (1892—1934) нем. Engelbert Dollfuß | 1 мая 1934                               | 25 июля 1934                             | Отечественный фронт                               | Дольфус (II)                             | [ 58 ]                                   |
| и. о.                                    |                                          | Курт Алоис Йозеф Йоханн фон Шушниг (1897—1977) нем. Kurt Alois Josef Johann von Schuschnigg урожд. Курт Алоис Йозеф Йоханн Эльдер фон Шушниг нем. Kurt Alois Josef Johann Edler von Schuschnigg | 25 июля 1934                             | 26 июля 1934                             | Отечественный фронт                               | Дольфус (II)                             | [ 59 ]                                   |
| и. о.                                    |                                          | Эрнст Рюдигер фон Штаремберг (1899—1956) нем. Ernst Rüdiger von Starhemberg | 26 июля 1934                             | 30 июля 1934                             | Отечественный фронт                               | Дольфус (II)                             | [ 60 ]                                   |
| 40 (I—IV)                                |                                          | Курт Алоис Йозеф Йоханн фон Шушниг (1897—1977) нем. Kurt Alois Josef Johann von Schuschnigg урожд. Курт Алоис Йозеф Йоханн Эльдер фон Шушниг нем. Kurt Alois Josef Johann Edler von Schuschnigg | 30 июля 1934                             | 14 мая 1936                              | Отечественный фронт                               | Шушниг (I)                               | [ 59 ]                                   |
| 40 (I—IV)                                | 14 мая 1936                              | Курт Алоис Йозеф Йоханн фон Шушниг (1897—1977) нем. Kurt Alois Josef Johann von Schuschnigg урожд. Курт Алоис Йозеф Йоханн Эльдер фон Шушниг нем. Kurt Alois Josef Johann Edler von Schuschnigg | 3 ноября 1936                            | Шушниг (II)                              | Отечественный фронт                               |                                          | [ 59 ]                                   |
| 40 (I—IV)                                | 3 ноября 1936                            | Курт Алоис Йозеф Йоханн фон Шушниг (1897—1977) нем. Kurt Alois Josef Johann von Schuschnigg урожд. Курт Алоис Йозеф Йоханн Эльдер фон Шушниг нем. Kurt Alois Josef Johann Edler von Schuschnigg | 16 февраля 1938                          | Шушниг (III)                             | Отечественный фронт                               |                                          | [ 59 ]                                   |
| 40 (I—IV)                                | 16 февраля 1938                          | Курт Алоис Йозеф Йоханн фон Шушниг (1897—1977) нем. Kurt Alois Josef Johann von Schuschnigg урожд. Курт Алоис Йозеф Йоханн Эльдер фон Шушниг нем. Kurt Alois Josef Johann Edler von Schuschnigg | 11 марта 1938                            | Шушниг (IV)                              | Отечественный фронт                               |                                          | [ 59 ]                                   |
| 41                                       |                                          | Артур Зейсс-Инкварт (1892—1946) нем. Arthur Seyß-Inquart | 11 марта 1938                            | 13 марта 1938                            | Национал-социалистическая немецкая рабочая партия | Зейсс-Инкварт                            | [ 61 ]                                   |

## Земля Австрия в составе нацистской Германии (1938—1939)
13 марта 1938 года после вторжения в Австрию германских войск государство вошло в состав Германии как «земля» (нем. Land Österreich). Для управления новыми территориями ещё в 1933 году была введена должность рейхсштатгальтера, которым стал бывший австрийский канцлер Артур Зейсс-Инкварт. В апреле 1939 года правительство Зейсса-Инкварта издало закон, по которому территория Австрии разделялась на семь округов (рейхсгау), объединённых в т. н. «Остмарк» (с 1942 года — «Альпийские и дунайские рейхсгау»), каждый из которых управлялся рейхсштатгальтером.
|                                                                                                | Портрет                                                                                        | Имя (годы жизни)                                                                               | Полномочия                                                                                     | Полномочия                                                                                     | Партия                                                                                         | Кабинет                                                                                        | Пр.                                                                                            |
| Начало                                                                                         | Портрет                                                                                        | Имя (годы жизни)                                                                               | Окончание                                                                                      |                                                                                                | Партия                                                                                         | Кабинет                                                                                        | Пр.                                                                                            |
| Фюрер Австрийского Земельного правительства (нем. Führer der Österreichischen Landesregierung) | Фюрер Австрийского Земельного правительства (нем. Führer der Österreichischen Landesregierung) | Фюрер Австрийского Земельного правительства (нем. Führer der Österreichischen Landesregierung) | Фюрер Австрийского Земельного правительства (нем. Führer der Österreichischen Landesregierung) | Фюрер Австрийского Земельного правительства (нем. Führer der Österreichischen Landesregierung) | Фюрер Австрийского Земельного правительства (нем. Führer der Österreichischen Landesregierung) | Фюрер Австрийского Земельного правительства (нем. Führer der Österreichischen Landesregierung) | Фюрер Австрийского Земельного правительства (нем. Führer der Österreichischen Landesregierung) |
| ---------------------------------------------------------------------------------------------- | ---------------------------------------------------------------------------------------------- | ---------------------------------------------------------------------------------------------- | ---------------------------------------------------------------------------------------------- | ---------------------------------------------------------------------------------------------- | ---------------------------------------------------------------------------------------------- | ---------------------------------------------------------------------------------------------- | ---------------------------------------------------------------------------------------------- |
| —                                                                                              |                                                                                                | Артур Зейсс-Инкварт (1892—1946) нем. Arthur Seyß-Inquart                                       | 15 марта 1938                                                                                  | 30 апреля 1939                                                                                 | Национал-социалистическая немецкая рабочая партия                                              | Зейсс-Инкварт                                                                                  | [ 61 ]                                                                                         |

## Вторая Австрийская Республика (с 1945)
27 апреля 1945 года на фоне завершающейся Второй мировой войны в воссозданной представителями разных политических партий Австрийской Республике (нем. Republik Österreich) было сформировано Временное правительство во главе с социал-демократом Карлом Реннером. 30 апреля на заседании кабинета министров был создан Политический совет, состоящий из 4 членов. На следующий день было восстановлено действие конституции 1920 года, в соответствии с которой на Политический совет возлагались некоторые функции, присущие главе государства, в частности, принятие законов. 13 декабря Национальный совет издал Закон о конституционном переходе, возложивший на Политсовет временное исполнение функций федерального президента на период до избрания лица на эту должность. 20 декабря Федеральное собрание избрало президентом Австрии Карла Реннера.
|                                              | Портрет                                      | Имя (годы жизни)                                                                      | Полномочия                                   | Полномочия | Партия | Выборы                                                                          | Кабинет                                                                         | Пр.                                          |
| Начало                                       | Портрет                                      | Имя (годы жизни)                                                                      | Окончание                                    | | Партия | Выборы                                                                          | Кабинет                                                                         | Пр.                                          |
| Государственный канцлер (нем. Staatskanzler) | Государственный канцлер (нем. Staatskanzler) | Государственный канцлер (нем. Staatskanzler)                                          | Государственный канцлер (нем. Staatskanzler) | Государственный канцлер (нем. Staatskanzler)                                                                                         | Государственный канцлер (нем. Staatskanzler)                                                                                 | Государственный канцлер (нем. Staatskanzler)                                    | Государственный канцлер (нем. Staatskanzler)                                    | Государственный канцлер (нем. Staatskanzler) |
| -------------------------------------------- | -------------------------------------------- | ------------------------------------------------------------------------------------- | -------------------------------------------- | --- | --- | ------------------------------------------------------------------------------- | ------------------------------------------------------------------------------- | -------------------------------------------- |
| 30 (IV)                                      |                                              | Карл Реннер (1870—1950) нем. Karl Renner                                              | 27 апреля 1945                               | 20 декабря 1945 | Социалистическая партия Австрии в коалиции с Австрийской народной партией и Коммунистической партией Австрии                 | —                                                                               | Реннер (временный)                                                              | [ 47 ]                                       |
| Федеральный канцлер (нем. Bundeskanzler)     |                                              |                                                                                       |                                              | | |                                                                                 |                                                                                 |                                              |
| 42 (I—III)                                   |                                              | Леопольд Фигль (1902—1965) нем. Leopold Figl                                          | 20 декабря 1945                              | 8 ноября 1949 | Австрийская народная партия в коалиции с Социалистической партией Австрии и Коммунистической партией Австрии                 | 1945                                                                            | Фигль (I)                                                                       | [ 64 ]                                       |
| 42 (I—III)                                   | 8 ноября 1949                                | Леопольд Фигль (1902—1965) нем. Leopold Figl                                          | 28 октября 1952                              | Австрийская народная партия в коалиции с Социалистической партией Австрии                                                            | 1949 | Фигль (II)                                                                      |                                                                                 | [ 64 ]                                       |
| 42 (I—III)                                   | 28 октября 1952                              | Леопольд Фигль (1902—1965) нем. Leopold Figl                                          | 2 апреля 1953                                | Австрийская народная партия в коалиции с Социалистической партией Австрии                                                            | 1949 | Фигль (III)                                                                     |                                                                                 | [ 64 ]                                       |
| 43 (I—IV)                                    |                                              | Юлиус Фридрих Рааб (1891—1964) нем. Julius Friedrich Raab                             | 2 апреля 1953                                | Австрийская народная партия в коалиции с Социалистической партией Австрии                                                            | 29 июня 1956 | 1953                                                                            | Рааб (I)                                                                        | [ 65 ]                                       |
| 43 (I—IV)                                    | 29 июня 1956                                 | Юлиус Фридрих Рааб (1891—1964) нем. Julius Friedrich Raab                             | 16 июля 1959                                 | Австрийская народная партия в коалиции с Социалистической партией Австрии                                                            | 1956 | Рааб (II)                                                                       |                                                                                 | [ 65 ]                                       |
| 43 (I—IV)                                    | 16 июля 1959                                 | Юлиус Фридрих Рааб (1891—1964) нем. Julius Friedrich Raab                             | 3 ноября 1960                                | Австрийская народная партия в коалиции с Социалистической партией Австрии                                                            | 1959 | Рааб (III)                                                                      |                                                                                 | [ 65 ]                                       |
| 43 (I—IV)                                    | 3 ноября 1960                                | Юлиус Фридрих Рааб (1891—1964) нем. Julius Friedrich Raab                             | 11 апреля 1961                               | Австрийская народная партия в коалиции с Социалистической партией Австрии                                                            | 1959 | Рааб (IV)                                                                       |                                                                                 | [ 65 ]                                       |
| 44 (I—II)                                    |                                              | Альфонс Горбах (1898—1972) нем. Alfons Gorbach                                        | 11 апреля 1961                               | Австрийская народная партия в коалиции с Социалистической партией Австрии                                                            | 1959 | 27 марта 1963                                                                   | Горбах (I)                                                                      | [ 66 ]                                       |
| 44 (I—II)                                    | 27 марта 1963                                | Альфонс Горбах (1898—1972) нем. Alfons Gorbach                                        | 2 апреля 1964                                | Австрийская народная партия в коалиции с Социалистической партией Австрии                                                            | 1962 | Горбах (II)                                                                     |                                                                                 | [ 66 ]                                       |
| 45 (I—II)                                    |                                              | Йозеф Йоханн Клаус (1910—2001) нем. Josef Johann Klaus                                | 2 апреля 1964                                | Австрийская народная партия в коалиции с Социалистической партией Австрии                                                            | 1962 | 19 апреля 1966                                                                  | Клаус (I)                                                                       | [ 67 ]                                       |
| 45 (I—II)                                    | 19 апреля 1966                               | Йозеф Йоханн Клаус (1910—2001) нем. Josef Johann Klaus                                | 21 апреля 1970                               | Австрийская народная партия | 1966 | Клаус (II)                                                                      |                                                                                 | [ 67 ]                                       |
| 46 (I—IV)                                    |                                              | Бруно Крайский (1911—1990) нем. Bruno Kreisky                                         | 21 апреля 1970                               | 4 ноября 1971 | Социалистическая партия Австрии                                                                                              | 1970                                                                            | Крайский (I)                                                                    | [ 68 ]                                       |
| 46 (I—IV)                                    | 4 ноября 1971                                | Бруно Крайский (1911—1990) нем. Bruno Kreisky                                         | 28 октября 1975                              | 1971 | Социалистическая партия Австрии                                                                                              | Крайский (II)                                                                   |                                                                                 | [ 68 ]                                       |
| 46 (I—IV)                                    | 28 октября 1975                              | Бруно Крайский (1911—1990) нем. Bruno Kreisky                                         | 5 июня 1979                                  | 1975 | Социалистическая партия Австрии                                                                                              | Крайский (III)                                                                  |                                                                                 | [ 68 ]                                       |
| 46 (I—IV)                                    | 5 июня 1979                                  | Бруно Крайский (1911—1990) нем. Bruno Kreisky                                         | 24 мая 1983                                  | 1979 | Социалистическая партия Австрии                                                                                              | Крайский (IV)                                                                   |                                                                                 | [ 68 ]                                       |
| 47                                           |                                              | Альфред Зиновац (1929—2008) нем. Alfred Sinowatz                                      | 24 мая 1983                                  | 16 июня 1986 | Социалистическая партия Австрии в коалиции с Австрийской партией свободы                                                     | 1983                                                                            | Зиновац                                                                         | [ 69 ]                                       |
| 48 (I—V)                                     |                                              | Франц Враницкий (1937—) нем. Franz Vranitzky                                          | 16 июня 1986                                 | 21 января 1987 | Социалистическая партия Австрии в коалиции с Австрийской партией свободы                                                     | 1983                                                                            | Враницкий (I)                                                                   | [ 70 ]                                       |
| 48 (I—V)                                     | 21 января 1987                               | Франц Враницкий (1937—) нем. Franz Vranitzky                                          | 17 декабря 1990                              | Социалистическая партия Австрии в коалиции с Австрийской народной партией                                                            | 1986 | Враницкий (II)                                                                  |                                                                                 | [ 70 ]                                       |
| 48 (I—V)                                     | 17 декабря 1990                              | Франц Враницкий (1937—) нем. Franz Vranitzky                                          | 29 ноября 1994                               | Социал-демократическая партия Австрии в коалиции с Австрийской народной партией                                                      | 1990 | Враницкий (III)                                                                 |                                                                                 | [ 70 ]                                       |
| 48 (I—V)                                     | 29 ноября 1994                               | Франц Враницкий (1937—) нем. Franz Vranitzky                                          | 12 марта 1996                                | Социал-демократическая партия Австрии в коалиции с Австрийской народной партией                                                      | 1994 | Враницкий (IV)                                                                  |                                                                                 | [ 70 ]                                       |
| 48 (I—V)                                     | 12 марта 1996                                | Франц Враницкий (1937—) нем. Franz Vranitzky                                          | 28 января 1997                               | Социал-демократическая партия Австрии в коалиции с Австрийской народной партией                                                      | 1995 | Враницкий (V)                                                                   |                                                                                 | [ 70 ]                                       |
| 49                                           |                                              | Виктор Клима (1947—) нем. Viktor Klima                                                | 28 января 1997                               | Социал-демократическая партия Австрии в коалиции с Австрийской народной партией                                                      | 1995 | 4 февраля 2000                                                                  | Клим                                                                            | [ 71 ]                                       |
| 50 (I—II)                                    |                                              | Вольфганг Шюссель (1945—) нем. Wolfgang Schüssel                                      | 4 февраля 2000                               | 28 февраля 2003 | Австрийская народная партия в коалиции с Австрийской партией свободы                                                         | 1999                                                                            | Шюссель (I)                                                                     | [ 72 ]                                       |
| 50 (I—II)                                    | 28 февраля 2003                              | Вольфганг Шюссель (1945—) нем. Wolfgang Schüssel                                      | 11 января 2007                               | Австрийская народная партия в коалиции с Австрийской партией свободы (до апреля 2005), с Альянсом за будущее Австрии (с апреля 2005) | 2002 | Шюссель (II)                                                                    |                                                                                 | [ 72 ]                                       |
| 51                                           |                                              | Альфред Гузенбауэр (1960—) нем. Alfred Gusenbauer                                     | 11 января 2007                               | 2 декабря 2008 | Социал-демократическая партия Австрии в коалиции с Австрийской народной партией                                              | 2006                                                                            | Гузенбауэр                                                                      | [ 73 ]                                       |
| 52 (I—II)                                    |                                              | Вернер Файман (1960—) нем. Werner Faymann                                             | 2 декабря 2008                               | 16 декабря 2013 | Социал-демократическая партия Австрии в коалиции с Австрийской народной партией                                              | 2008                                                                            | Файман (I)                                                                      | [ 74 ]                                       |
| 52 (I—II)                                    | 16 декабря 2013                              | Вернер Файман (1960—) нем. Werner Faymann                                             | 9 мая 2016                                   | 2013 | Социал-демократическая партия Австрии в коалиции с Австрийской народной партией                                              | Файман (II)                                                                     |                                                                                 | [ 74 ]                                       |
| и. о.                                        |                                              | Райнхольд Миттерленер (1955—) нем. Reinhold Mitterlehner                              | 9 мая 2016                                   | 2013 | 17 мая 2016 | Файман (II)                                                                     | Австрийская народная партия в коалиции с Социал-демократической партией Австрии | [ 75 ]                                       |
| 53                                           |                                              | Кристиан Керн (1966—) нем. Christian Kern                                             | 17 мая 2016                                  | 2013 | 18 декабря 2017 | Социал-демократическая партия Австрии в коалиции с Австрийской народной партией | Керн                                                                            | [ 76 ]                                       |
| 54 (I)                                       |                                              | Себастьян Курц (1986—) нем. Sebastian Kurz                                            | 18 декабря 2017                              | 28 мая 2019 | Австрийская народная партия в коалиции с Австрийской партией свободы                                                         | 2017                                                                            | Курц (I)                                                                        | [ 77 ]                                       |
| и. о.                                        |                                              | Хартвиг Лёгер (1965—) нем. Hartwig Löger                                              | 28 мая 2019                                  | 3 июня 2019 | Австрийская народная партия                                                                                                  | 2017                                                                            | Лёгер                                                                           | [ 78 ]                                       |
| 55                                           |                                              | Бригитте Терезия Бирляйн (1949—2024) нем. Brigitte Theresia Bierlein                  | 3 июня 2019                                  | 7 января 2020 | беспартийная | 2017                                                                            | Бирляйн                                                                         | [ 79 ]                                       |
| 54 (II)                                      |                                              | Себастьян Курц (1986—) нем. Sebastian Kurz                                            | 7 января 2020                                | 11 октября 2021 | Австрийская народная партия в коалиции с партией «Зелёные — Зелёная альтернатива»                                            | 2019                                                                            | Курц (II)                                                                       | [ 77 ]                                       |
| 56                                           |                                              | Александер Георг Николас Шалленберг (1969—) нем. Alexander Georg Nicolas Schallenberg | 11 октября 2021                              | 6 декабря 2021 | Австрийская народная партия в коалиции с партией «Зелёные — Зелёная альтернатива»                                            | 2019                                                                            | Шалленберг (I)                                                                  | [ 80 ]                                       |
| 57                                           |                                              | Карл Нехаммер (1972—) нем. Karl Nehammer                                              | 6 декабря 2021                               | 10 января 2025 | Австрийская народная партия в коалиции с партией «Зелёные — Зелёная альтернатива»                                            | 2019                                                                            | Нехаммер                                                                        | [ 81 ]                                       |
| и. о.                                        |                                              | Александер Георг Николас Шалленберг (1969—) нем. Alexander Georg Nicolas Schallenberg | 10 января 2025                               | 3 марта 2025 | Австрийская народная партия в коалиции с партией «Зелёные — Зелёная альтернатива»                                            | 2019                                                                            | Шалленберг (II)                                                                 | [ 80 ]                                       |
| 58                                           |                                              | Кристиан Штокер (1960—) нем. Christian Stocker                                        | 3 марта 2025                                 | действующий | Австрийская народная партия в коалиции с Социал-демократической партией Австрии и «NEOS — Новая Австрия и Либеральный форум» | 2024                                                                            | Штокер                                                                          | [ 82 ]                                       |